# Marius Rey
Pour les articles homonymes, voir Rey.
Marius Rey, né à Marseille le 23 juin 1836 où il est mort le 30 mai 1927, est un peintre français.

## Biographie
Il est l'élève d'Émile Loubon à l'École des beaux-arts de Marseille.
Il suit sa fille unique dans ses différents postes de professeur : Avignon, Marignane, Grans, Istres et Marseille.
Il réalise pour l'exposition coloniale tenue à Marseille en 1906, Le Ministère des colonies et Le palais de l'Indochine.

## Œuvres
On trouve ses œuvres au musée de La Crau à Salon-de-Provence.
- Terrasse provençale, huile sur bois, 57 × 116 cm[2]